# Hotchkiss H-35
Hotchkiss H-35/H-39 – francuskie czołgi lekkie z okresu II wojny światowej produkowane przez firmę Hotchkiss. Oficjalnie oznaczone jako Char léger modèle 1935 H (czołg lekki model 1935H) i modèle 1935 H modifié 1939 (model 1935 H modyfikacja 1939), znane są powszechnie jako H-35 i H-39; spotykane jest też oznaczenie niemieckie H-38.

## Historia konstrukcji
Na początku lat 30. XX w. dowództwo armii francuskiej zdecydowało się na wprowadzenie nowych lekkich czołgów służących do wsparcia piechoty, dla zamiany przestarzałych czołgów Renault FT. 2 sierpnia 1933 r. ogłoszono konkurs na projekt dwuosobowego czołgu 6-tonowego, w którym wzięła udział m.in. firma zbrojeniowa i motoryzacyjna Hotchkiss. Pierwszy prototyp czołgu, przedstawiony do badań komisji Vincennes w styczniu 1935, był bezwieżowy, uzbrojony w karabin maszynowy w kadłubie, lecz 19 lipca 1935 roku przedstawiono kolejny prototyp wyposażony w wieżę. W ostatecznej postaci czołg był podobny do zaprojektowanego w tym samym czasie czołgu wsparcia piechoty Renault R-35 – oba posiadały odlewany pancerz kadłuba i podobne zawieszenie, oraz wykorzystywały taką samą standardową wieżę z uzbrojeniem (typu APX-R). Mimo posiadania silnika podobnej mocy (75 KM), dzięki innym przełożeniom napędu, czołg Hotchkiss był szybszy. Załogę czołgu stanowiło 2 ludzi: kierowca siedział w kadłubie, a dowódca w wieży. Było to największą wadą tego pojazdu, gdyż dowódca musiał jednocześnie obsługiwać działko i sprzężony z nim karabin maszynowy oraz prowadzić obserwację pola walki i wydawać rozkazy.
Czołg Hotchkiss początkowo został odrzucony przez piechotę, która wybrała czołg R-35, lecz dzięki większej prędkości czołg ten zyskał uznanie kawalerii, która 6 listopada 1935 zamówiła 200 sztuk. W 1937 roku zamówiono dalsze 92 sztuki i 108 dla piechoty. Oficjalnym oznaczeniem czołgu było Char léger modèle 1935 H (czołg lekki model 1935H), lecz powszechnie znany był pod skrótem H-35. 
Rozwinięciem czołgu H-35 był Char léger modèle 1935 H modifié 1939 (model 1935 H modyfikacja 1939), nieoficjalnie oznaczany H-39, wyposażony w mocniejszy silnik o mocy 120 KM, który pozwalał na rozwijanie większej prędkości. Odróżniał się on wizualnie podwyższonym przedziałem silnikowym w tylnej części kadłuba. Czołg ten przyjęto na uzbrojenie pod koniec 1938, a dostawy rozpoczęto od marca 1939 roku. Warto dodać, że jego oznaczeniem fabrycznym było Hotchkiss modèle 38 série D, stąd spotykane jest też w literaturze nieoficjalne oznaczenie H-38 dla odróżnienia od modelu z ulepszonym uzbrojeniem. Oznaczenie 38H przyjęli natomiast Niemcy dla zdobycznych czołgów H-39 niezależnie od uzbrojenia. 
W 1940 roku rozpoczęto dostarczać ulepszony model H-39, w którym zmieniono uzbrojenie główne na armatę Puteaux SA38 kal. 37 mm o dłuższej lufie L/33, w zmodyfikowanej wieży APX-R1. Model ten nie miał osobnego oficjalnego oznaczenia. W ulepszone wieże z armatą SA38 przezbrojono także nieliczne starsze czołgi H-35.
Ogółem wyprodukowano ok. 1090-1110 czołgów H-35/39, w tym 400 H-35. Do 1 maja 1940 roku wyprodukowano 557 czołgów H-39, lecz produkcję kontynuowano także po ataku Niemiec.

## Użycie
W momencie agresji Niemiec na Francję w uzbrojeniu armii francuskiej znajdowało się 821 czołgów H-35 i H-39. Piechota na 1 kwietnia 1940 posiadała 98 czołgów H-35 i 271 H-39, a kawaleria na 10 maja 1940 posiadała 276 czołgów H-35 i 252 H-39. Czołgi te używane były w piechocie przez 8 batalionów czołgów (BCC): H-35 przez 13 i 38 BCC, a H-39 przez 25 i 26 BCC z 1 Dywizji Pancernej (1. DCr), 14 i 27 BCC z 2. DCr oraz 42 i 45 BCC z 3. DCr. Kilka pojazdów H-39 w składzie 342 samodzielnej kompanii czołgów (342 CACC), wydzielonej z 42 BCC, wzięło udział w walkach o Narwik w Norwegii. W kawalerii czołgów tych używały różne pododdziały. 16 czołgów H-35 i 16 H-39 w momencie wybuchu wojny znajdowało się w koloniach francuskich w Afryce Północnej – w 1 Pułku Szaserów Afrykańskich (1 RCA) w Maroku i zostały przejęte później przez Wolnych Francuzów gen. de Gaulle’a.
Armia niemiecka po klęsce Francji zdobyła ok. 600 czołgów H-35/39 i po wyremontowaniu i niewielkich modyfikacjach zostały przyjęte do uzbrojenia jako PzKpfw. 35H 734(f) (wozy pierwszego modelu) i PzKpfw. 38H 735(f) (czołgi z nowym silnikiem, niezależnie od uzbrojenia). W praktyce posługiwano się oznaczeniami skróconymi w rodzaju H38 lub H38(f). Na zmodyfikowanych pojazdach stosowano niemieckie wieżyczki dowódcy z włazem dwudzielnym zamiast oryginalnej kopułki obserwacyjnej. Część pojazdów zostało przebudowane na działa samobieżne z haubicami 105 mm oraz armatami ppanc. 75 mm, 11 pojazdów uzbrojono w wyrzutnie pocisków rakietowych 280 lub 320 mm. Czołgi Hotchkiss na ogół nie służyły jednak bojowo w regularnych oddziałach pancernych walczących na froncie, z uwagi na ich małą przydatność, natomiast używano ich przede wszystkim do celów szkolnych, okupacyjnych (m.in. w Norwegii i na Krecie) i przeciwpartyzanckich (na Bałkanach). Wyjątkowo, czołgów tych używał 211 Batalion Pancerny walczący od 1941 roku na froncie wschodnim w Finlandii.  Pewna liczba została przydzielona do kompanii pancernej 7 Ochotniczej Dywizji Górskiej Waffen SS „Prinz Eugen” oraz kilku innych pododdziałów Wehrmachtu, jak również jednostek policyjnych, walczących głównie z partyzantami Tito w Jugosławii. Przez to, H38 stał się najliczniej wykorzystywanym przez Niemców czołgiem francuskim, w liczbie ok. 400 sztuk. Dopiero po lądowaniu aliantów w Normandii w 1944 roku, w walkach zostały użyte czołgi odtwarzanej we Francji 21 Dywizji Pancernej i 206 Batalionu Pancernego.
 Po lądowaniu w Normandii, 30 zdobytych z powrotem czołgów PzKpfw 38H zostało wcielonych do armii francuskiej i były używane jeszcze w 1945 r. Uzyskane od Wolnych Francuzów egzemplarze H-39 użyli w trakcie walk w 1946 r.